# Gare d’Uchaud
Gare d'Uchaud – przystanek kolejowy w Uchaud, w departamencie Gard, w regionie Oksytania, we Francji.
Jest przystankiem kolejowym Société nationale des chemins de fer français (SNCF), obsługiwanym przez pociągi TER Languedoc-Roussillon.